# 石原忍
石原 忍（いしはら しのぶ、1879年9月25日 - 1963年1月3日）は、東京府東京市麹町区永田町（現在の東京都千代田区）出身の医学者・眼科医・陸軍軍人（最終階級は軍医少将）。東京帝国大学教授。文化功労者。
石原式色覚異常検査表と呼ばれる色覚検査表（石原表と略される）の考案者として有名である。石原表は1933年の第14回国際眼科学会で認定されたことなどから国際的にも高い評価を得ており

、色覚検査表といえば石原表と同義語と解されるほど日本では普及している。
その他、石原は視力・色覚・屈折異常など、機能検査表の研究を行ったり、1色覚（先天性全色盲）を発見するなどし、眼科分野の先駆者となった。

## 経歴

### 戦前
1879年（明治12年）9月25日、東京府東京市麹町区永田町（現在の東京都千代田区）に生まれた。父の石原氏基は大日本帝国陸軍砲兵大佐を務めた軍人であり、子供の頃には父親の任務地を転々とした。東京府立第四中学校を卒業し、1898年（明治31年）には旧制第一高等学校第三部医科に入学した。その後東京帝国大学医科大学に進学し、大学時代にはボート部にも所属していた。在学中には父親が死去している。東京帝国大学医科大学卒業後には（陸軍委託学生）陸軍軍医に任官し、陸軍軍医学校教官を務めた。1907年（明治40年）には井口琴と結婚した。1908年（明治41年）には眼科専門の軍医となるために、東京帝国大学医科大学大学院に進学した。
1912年（大正元年）から2年間はドイツに留学し、イエナ大学、フライブルク大学、ミュンヘン大学にて研修を行った。1916年（大正5年）4月に医学博士の学位を授与された。1922年（大正11年）には東京帝国大学眼科主任教授（以前の東京衛戍病院長）に就任し、軍医学校の教員と兼任した。1926年（大正15年）には軍医監（少将に相当）に昇進、同時に予備役編入となり、以後は教授に専任することになった。1931年（昭和6年）には東京帝国大学医学部眼科教室の教え子らによって一新会が発足し、1933年（昭和8年）には一新会から石原に対して静岡県賀茂郡下河津村（現・河津町）谷津の一新荘が寄贈された。1937年（昭和12年）3月には東京帝国大学医学部長に就任し、また東京逓信病院長に就任した。1943年（昭和18年）4月、前橋医学専門学校初代校長に就任したが、戦後には軍歴のために前橋医学専門学校の教職追放処分を受けた。

### 戦後

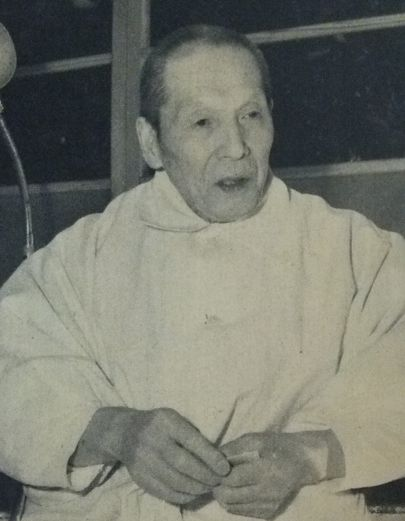
1956年の石原

1946年（昭和21年）4月には伊豆半島の下河津村谷津にある一新荘に移住し、6月には同所に河津眼科医院を開業した。1947年（昭和22年）11月28日、公職追放仮指定を受けた。石原は採算度外視で診療を行い、北海道から九州まで全国から患者が来院した。眼科医療の傍らで、石原は下河津村民の文化の向上にも尽力した。東京の自宅を売却して50万円を用立て、旧下河津村役場を買い取るなどして、1949年（昭和24年）2月には公共図書館である河津文化の家（現在の河津町立文化の家）を開館させた。河津文化の家で開催される青年学級や社会学級の講師を務め、また私財を投じてバス停から診療所までの道路を整備するなどした。
1963年（昭和38年）1月3日、家族・大学の教え子・河津文化の家の職員らに見守られながら死去した。1月8日には河津町立南小学校で河津町による町葬が行われ、一新荘から伊豆急行線河津駅付近まで葬列が続いたという。「伊豆の聖医」「河津のシュバイツアー」などとも呼ばれた。

## 研究
1934年（昭和9年）、石原式国際色盲検査表を発表した。他にも色々な測定表を創案する。また、近視の研究においてプロワチェック小体がトラコーマの病原であることを発見、予防のためにプロジェクト研究方式を打ち出した。

## エピソード
- ボート競技にも取り組んでいたことがあり、1940年（昭和15年）、戸田漕艇場オープン時に行われたデモンストレーションに当時、東大総長であった長与又郎らとともに出漕している[8]。

## 家族
- 父：石原氏基 - 大日本帝国陸軍砲兵大佐。
- 弟：石原亮 - 医学者（耳鼻咽喉科）。東京女子医科大学教授。

## 受賞・受章
- 1940年（昭和15年） - 朝日文化賞[9]
- 1941年（昭和16年） - 日本学士院賞「色神及色盲に関する研究」
- 1956年（昭和31年） - 紫綬褒章
- 1957年（昭和32年） - 日本学士院会員
- 1957年（昭和32年） - 河津町名誉町民
- 1961年（昭和36年） - 文化功労者

## 著書
- 『石原式日本色盲検査表』1918年
- 『学校色盲検査表』1921年
- 『トラホーム 図説』1923年
- 『小眼科学 上巻、中巻、下巻』1925年（上巻）、1926年（中・下巻）
- 『眼底図譜』1942年
- 編著『近世眼科処方集』1924年
- 随筆『学窓余談』1940年
- 自伝『回顧80年』東京医事新誌 1959年